# Amiral de Castille
Le titre d'Amiral de Castille est une dignité castillane créée au XIIIe siècle et qui s'est maintenue jusqu'en 1705.

## Origines du titre
L'Amirauté de Castille a été créée pour la conquête de Séville par le roi Ferdinand III le Saint, qui a nommé comme premier amiral Ramón de Bonifaz en 1247. Ce titre était associé à une grande autorité, pouvoir et prééminence, qui ont été fixés par Alphonse X le Sage dans la seconde Partida de las Leyes; dans celle-ci était dit que celui qui était choisi, devait se présenter devant le roi revêtu de riches vêtements de soie; il devait porter un anneau à la main droite, en signe de l'honneur qui lui était fait, une épée représentant le pouvoir délégué, et un étendard avec les armes royales pour acabdillamiento accordé comme représentant du monarque.
L'Amiral résidait ordinairement à Séville, où se trouvaient les arsenaux royaux (es) et qui était le lieu où on armait et organisait les flottes et où se tenait également le tribunal spécial maritime. Parmi les multiples attributions et facultés de l'Amiral, figurait celle de pouvoir prendre la parole et de voter au Conseil.
Durant le règne des trois derniers Trastamare, l'institution de l'Almirauté a été transformée: «l'Amiral est devenu un homme du palais qui intrigue pour accroître ses prééminences».
Des 1405 jusqu'en 1705, où cette charge a disparu, elle est devenue le patrimoine des Enríquez (es), descendants de l'infant Fadrique de Castille, fils naturel du roi Alphonse XI le Justicier. Alonso Enríquez, par décision de Henri III, a été le premier de cette famille qui est devenu Amiral puis son fils Fadrique Enríquez de Mendoza.
En 1726 après un court intervalle, durant lequel il n'y a plus eu de nouvelles nominations à cette dignité, Philippe V a décidé de ne plus la pourvoir, et en 1737 il a créé les amirautés espagnoles sous le commandement suprême de l'amiral général de l'Armée, accordé à l'infant Don Philippe.

## Amiraux de Castille
La liste suivante est une liste des personnalités qui ont reçu cette dignité,,:
| Amiral                             | Notes |
| Ramón Bonifaz                      | Depuis 1247. |
| Ruy López de Mendoza               | A occupé ce poste entre 1253 et 1262.                                                                                       |
| Fernando Gutiérrez                 | Entre 1262 et 1269. |
| Pedro Martínez de Fee              | |
| Pedro Laso de la Vega              | |
| Payo Gómez Cherino                 | |
| Pedro Ruiz de Castañeda            | |
| Nuño Díaz de Castañeda             | Décédé en 1293. Frère du précédent.                                                                                         |
| Benito Zacharías                   | Décédé en 1295. Génois. |
| Juan Matheo de Luna                | Décédé en 1299. |
| Fernán Pérez Maymon                | |
| Alonso Fernández de Montemolín     | Sévillan. |
| Alvar Pérez                        | S'est démis en 1304. |
| Diego García de Toledo             | Seigneur de Magan et de Mejorada.                                                                                           |
| Diego Gutiérrez de Cevallos        | |
| Bernal de Soria                    | Entre 1307 et 1311. |
| Gilberto de Castelnou              | Italien. |
| Alonso Jofre Tenorio               | Décédé en 1340. |
| Alonso Ortiz Calderón              | Grand Prieur de l'Ordre de San Juan (a renoncé en 1341).                                                                    |
| Egidio Boccanegra                  | Exécuté en 1367. |
| Ambrosio Boccanegra                | Fils du précédent. Décédé en 1373.                                                                                          |
| Fernando Sánchez de Tovar          | Seigneur de Berlanga. Décédé en 1382.                                                                                       |
| Juan Fernández de Tovar            | Fils du précédent. Décédé à la bataille de Aljubarrota de 1385.                                                             |
| Rui Díaz de Mendoza                | Seigneur de Mendivil. Décédé en 1390.                                                                                       |
| Álvaro Pérez de Guzmán             | Décédé en 1392. |
| Diego Hurtado de Mendoza           | Décédé en 1405. |
| Alfonso Enríquez                   | Ier seigneur de Medina de Rioseco, fils de l'infant Fadrique de Castille. Décédé en 1429.                                   |
| Fadrique Enríquez de Mendoza       | Ier comte de Melgar. Fils du précédent.                                                                                     |
| Alonso Enríquez                    | Fils du précédent. Décédé en 1485.                                                                                          |
| Fadrique Enríquez de Velasco       | Fils du précédent. Décédé sans succession en 1538.                                                                          |
| Fernando Enríquez de Velasco       | Frère du précédent. Décédé en 1542.                                                                                         |
| Luis Enríquez y Téllez-Girón       | Fils du précédent. Décédé en 1567.                                                                                          |
| Luis Enríquez de Cabrera           | Fils du précédent. Décédé en 1596.                                                                                          |
| Luis Enríquez de Cabrera y Mendoza | Fils du précédent. Décédé en 1600.                                                                                          |
| Juan Alfonso Enríquez de Cabrera   | Fils du précédent. Décédé en 1647.                                                                                          |
| Juan Gaspar Enríquez de Cabrera    | Fils du précédent. Décédé en 1691.                                                                                          |
| Juan Tomás Enríquez de Cabrera     | Fils du précédent. Philippe V l'a relevé de ses charges pour avoir pris le parti autrichien durant la guerre de succession. |